# 1920年逝世人物列表
1920年逝世人物列表：1月 - 2月 - 3月 - 4月 - 5月 - 6月 - 7月 - 8月 - 9月 - 10月 - 11月 - 12月
下面是1920年逝世的知名人士列表。

## 1月

### 1日
- 齊格蒙特·戈拉茲多夫斯基，波蘭羅馬天主教神父和聖人

### 2日
- 保羅·亞當，法國象徵主義作家[1]

### 3日
- 齊格蒙特·雅尼謝夫斯基，波蘭數學家，西班牙流感

### 4日
- 曼努埃爾·德拉卡馬拉，西班牙海軍上將
- 贝尼托·佩雷斯·加尔多斯，西班牙小說家

### 6日
- 海因里希·拉马西，奧地利政治家，1918 年奧地利（作為奧匈帝國的一部分）的最後一位部長兼總統
- 第一代坎利夫男爵沃爾特·坎利夫，英國銀行家
- 赫羅尼姆斯·格奧爾格·澤爾岑，丹麥數學家

### 7日
- 郭显德，美國傳教士
- 埃德蒙·巴顿，澳大利亞第一任總理

### 11日
- 片冈七郎，日本海軍上將

### 14日
- 約翰·弗朗西斯·道奇，美國汽車製造商，西班牙流感

### 16日
- 米哈伊爾·巴基列夫，俄羅斯海軍上將（被處決）

### 22日
- 喬治·盧裡奇，愛沙尼亞希臘羅馬摔跤手、大力士

### 24日
- 威廉·珀西·弗倫奇，愛爾蘭詞曲作者和藝人
- 阿梅代奥·莫迪利亚尼，義大利畫家、雕塑家（肺結核）[2]

## 2月

### 2日
- 菲爾德 E. 金德利，美國第一次世界大戰飛行員

### 3日
- 弗蘭克·布朗，馬里蘭州第42任州長

### 6日
- 奧古斯都·古德裡奇，加拿大商人和政治家
- 亞歷山大·高爾察克，俄國海軍司令（被處決）[3]
- 维克托·尼古拉耶维奇·佩佩利亚耶夫，俄羅斯政治家（被處決）[3]

### 11日
- 蓋比·德利斯，法國舞蹈家、女演員和間諜，西班牙流感

### 13日
- 第一代阿米勒伯爵若昂·瑪麗亞·科雷亞·艾爾斯·德·坎波斯，葡萄牙政治家和古董學家

### 15日
- 亞歷山大·阿伯格，愛沙尼亞職業摔跤手，大力士
- 約瑟夫·伯頓·薩姆納，密西西比州薩姆納的美國創始人

### 17日
- 愛德華·馮·克諾爾，德國海軍上將

### 20日
- 罗伯特·皮里，美國北極探險家
- 傑辛塔·馬托，葡萄牙聖人，西班牙流感

### 21日
- 阿方索，波多公爵

### 27日
- 威廉·謝爾曼·詹寧斯，佛羅里達州州長

## 3月

### 1日
- 約翰·班克黑德，來自阿拉巴馬州的美國參議員
- 威廉·斯通，賓夕法尼亞州州長
- 約瑟夫·特魯姆普爾多，俄羅斯猶太復國主義者

### 4日
- 羅斯威爾·畢曉普，來自密歇根州的美國國會議員

### 7日
- 賈恩波斯卡，愛沙尼亞大律師、政治家

### 9日
- 弗里德里希·冯·贝克-里齐科夫斯基，奧匈帝國伯爵

### 11日
- 胡里奧·加拉維托·阿梅羅，哥倫比亞天文學家

### 14日
- 尼古拉·科羅特科夫，俄羅斯外科醫生[4]

### 15日
- 魯道夫·貝特霍爾德，德國第一次世界大戰戰鬥機王牌

### 21日
- 伊芙琳娜·哈弗菲爾德，英國女權主義者

### 24日
- 瑪麗·奧古斯塔·沃德，塔斯馬尼亞小說家[5]

### 26日
- 威廉·切斯特·米諾，美國外科醫生

### 31日
- 保羅·巴赫曼，德國數學家
- 阿卜杜勒·哈米德·馬達沙希，孟加拉伊斯蘭學者和作家[6]
- 洛塔爾·馮·特羅塔，德國軍事指揮官
- 埃德溫·沃菲爾德，馬里蘭州州長

## 4月

### 1日
- 沃爾特·西蒙，德國慈善家

### 2日
- 华盛顿·贝尔特兰·巴尔巴特，烏拉圭政治人物

### 4日
- 卡爾·博姆，德國鋼琴家

### 8日
- 約翰·布拉希爾，美國天文學家
- 查理斯·湯姆林森·格裡菲斯，美國作曲家[7]

### 10日
- 莫里兹·贝内迪克特·康托尔，德國數學史家

### 12日
- 沃爾特·愛德華茲，美國電影導演

### 21日
- 瑪麗亞·桑福德，美國教育家

### 26日
- 斯里尼瓦瑟·拉马努金，印度數學家

## 5月

### 1日
- 康諾的瑪嘉烈公主，瑞典王儲妃

### 4日
- 瑪麗·凱薩琳·克勞利，美國作家

### 8日
- 約翰·萊因霍爾德·薩爾伯格，芬蘭昆蟲學家

### 10日
- 约翰·韦斯利·海厄特，美國發明家

### 11日
- 詹姆斯·科洛錫莫，義大利出生的美國黑幫
- 威廉·迪恩·豪威爾斯，美國作家

### 15日
- 瑪麗亞·博奇卡列娃，俄羅斯白人士兵

### 16日
- 何塞利托，西班牙鬥牛士
- 列维·P·莫顿，美國第22任副總統

### 18日
- 庫里·卡布拉爾，葡萄牙醫生和教授

### 21日
- 贝努斯蒂亚诺·卡兰萨，墨西哥總統[8]
- 愛蓮娜·霍奇曼·波特，美國小說家

### 23日
- 斯韦托扎尔·博罗埃维奇，奧匈帝國陸軍元帥

### 28日
- 哈德威克·羅恩斯利，英國神職人員、詩人、讚美詩作家和環保主義者

### 30日
- 米爾扎·穆罕默德·優素福·阿裡，孟加拉作家和社會活動家[9]
- 喬治·歐內斯特·莫裡森，澳大利亞冒險家

## 6月

### 2日
- 法蘭西斯科·普蘭卡特·納瓦雷特，墨西哥考古學家和羅馬天主教蒙特雷大主教管區大主教[10]

### 6日
- 詹姆斯·鄧斯繆爾，加拿大政治家

### 13日
- 埃萨德·托普塔尼帕夏，阿爾巴尼亞總理

### 14日
- 艾拉·伊頓·凱洛格，美國營養師
- 安娜·瑪麗亞·莫佐尼，義大利女權主義者
- 加布里埃爾·雷簡，法國女演員
- 马克斯·韦伯，德國政治經濟學家，西班牙流感

### 18日
- 朱維特·亞當斯，內華達州州長
- 約翰·馬昆，愛爾蘭出生的博物學家

### 20日
- 瑪麗-阿道夫·卡諾，法國化學家、採礦工程師和政治家
- 約翰·格裡格，紐西蘭天文學家

### 21日
- 喬賽亞·康德，英國建築師

### 27日
- 阿道夫-巴西爾·魯蒂耶，加拿大法官、作家和作詞家

## 7月

### 1日
- 德爾菲姆·莫雷拉，巴西第10任總統

### 2日
- 威廉·路易士·馬歇爾，美國將軍、工程師

### 3日
- 威廉·戈爾加斯，美國陸軍外科醫生

### 5日
- 马克斯·克林格尔，德國畫家和雕塑家[11]

### 7日
- 羅伯托·席爾瓦·雷納爾，智利將軍

### 10日
- 第一代費舍爾男爵約翰·費舍爾，英國海軍上將

### 11日
- 歐仁妮·德·蒙提荷，法國最後一位皇后

### 17日
- 查理斯·考特尼，美國賽艇運動員、賽艇教練
- 埃德蒙·愛爾頓，英國陶藝家

### 18日
- 普鲁士的约阿希姆

### 20日
- 薩拉達·德維，印度神秘主義者和聖人

### 22日
- 威廉·基薩姆·范德比爾特，美國繼承人

## 8月

### 1日
- 弗蘭克·漢利，印第安那州州長
- 巴尔·甘格达尔·提拉克，印度民族主義者

### 2日
- 奧默·洛克利爾，美國特技飛行員、電影演員

### 6日
- 萊姆斯·馮·沃爾施，德國陸軍元帥

### 8日
- 愛德華·伯恩鮑姆，波蘭出生的德國歌唱家

### 9日
- 撒母耳·格裡菲斯，澳大利亞政治家和法官

### 10日
- 詹姆斯·奧尼爾，美國演員
- 阿達姆·波利策，奧地利耳科醫生

### 12日
- 赫爾曼·斯特魯夫，俄羅斯出生的天文學家

### 16日
- 亨利·達格利什，西澳大利亞州州長
- 约瑟夫·诺曼·洛克耶，英國天文學家

### 17日
- 雷·查普曼，美國職棒大聯盟游擊手

### 21日
- 畢利，前香港警察隊長
- 保羅·W·阿布特，美國商人和政治家

### 22日
- 安德斯·佐恩，瑞典畫家[12]

### 24日
- 马克斯·冯·巴兰德，德國政治人物

### 26日
- 詹姆斯·威尔逊，蘇格蘭出生的美國政治家

### 31日
- 威廉·冯特，德國生理學家、心理學家

## 9月

### 1日
- 朱执信，中国近代革命家

### 7日
- 西蒙-納波萊昂·帕倫，魁北克省省長

### 8日
- 哈蒙·諾斯羅普·莫爾斯，美國化學家

### 10日
- 奧利弗·托馬斯，美國女演員

### 18日
- 羅伯特·比文，加拿大政治家

### 23日
- 赤松則良，為日本武士、軍人、政治人物

### 24日
- 伊涅萨·阿曼德，女權主義者、共產主義婦女國際重要領導人
- 彼得·卡尔·法贝热，俄羅斯珠寶商

### 25日
- 雅各布·希夫，德國出生的銀行家、慈善家

### 30日
- 威廉·威爾弗雷德·沙利文，加拿大記者、政治家和法學家

## 10月

### 2日
- 马克斯·布鲁赫，德國作曲家[13]
- 溫思羅普·M·克蘭，馬薩諸塞州州長兼參議員

### 5日
- 威廉·海涅曼，英國出版商

### 7日
- 伊夫·德拉格，法國動物學家

### 10日
- 哈德遜·斯塔克，英國登山家

### 17日
- 雷金納德·法勒，英國植物學家
- 約翰·里德，美國記者

### 22日
- 詹姆斯·弗兰克·布莱特，英国历史学家和传记作家，曾任牛津大学大学学院院长

### 24日
- 瑪麗亞·亞歷山德羅夫娜，薩克森-科堡-哥達公爵夫人

### 25日
- 亚历山大一世，希臘國王[14]
- 奥多阿多·贝卡利，意大利博物學家

### 27日
- 阿格達·蒙特利烏斯，瑞典女權主義者

## 11月

### 1日
- 凱文·巴里，愛爾蘭共和准軍事組織（被處決）

### 2日
- 詹姆斯·戴利，愛爾蘭叛亂者（被處決）
- 路易絲·伊莫金·吉尼，美國詩人和散文家

### 3日
- 沃倫·特休恩，美國海軍司令兼美屬薩摩亞第13任總督

### 4日
- 路德维希·斯特鲁维，俄羅斯天文學家

### 21日
- 邁克爾·霍根，愛爾蘭足球運動員和活動家，英國准軍事部隊在克羅克公園大屠殺中喪生的14名平民之一

### 23日
- 喬治·卡拉漢，英國海軍上將

### 25日
- 加斯頓·雪佛蘭，出生於瑞士的賽車手和製造商
- 瑪德琳·麥克道爾·佈雷金裡奇，美國婦女選舉權運動領袖，肯塔基州領先的進步改革者之一

### 27日
- 亚历克修斯·迈农，奧地利哲學家

### 28日
- 恩斯特·泰特斯·班德罗斯基，波兰化学家

### 30日
- 尤金·查芬，美國政治家

## 12月

### 11日
- 奧利弗·施賴納，南非作家

### 12日
- 愛德華·高勒·普賴爾，加拿大採礦工程師和政治家

### 14日
- 喬治·吉普，美式足球運動員

### 23日
- 卡耶塔諾·阿雷拉諾，美國民政府下屬的菲律賓最高法院第一任首席大法官

### 未知日期
- 尼古拉·帕夫洛維奇·博比爾，俄羅斯將軍（被處決）

## 日期不詳
- 阿裡穆丁·艾哈邁德，孟加拉革命家和活動家[15]
- 弗拉基米爾·維克托羅維奇·薩哈羅夫，俄羅斯將軍（被處決）